# カラジョルジェ
カラジョルジェ（Karađorđe）ことジョルジェ・ペトロヴィチ（Đorđe Petrović  <Serbian Cyrillic: Ђорђе Петровић>, pronounced [d͡ʑôːrd͡ʑe pětroʋit͡ɕ]) （1768年-1817年）は、オスマン帝国時代に発生した第一次セルビア蜂起（1804年-1813年）の指導者であり、近代セルビア建国の祖と仰がれる人物。

## 生涯
オスマン帝国統治下のシュマディヤ地方のヴィシェヴァツ村でモンテネグロ系の家庭に生をうける。生家は貧困だったものの体格が良い上に腕っぷしも強く、しばしば暴力事件を起こした。結婚をめぐるトラブルから父と兄が処刑されるとオーストリアに逃亡した。1788年に墺土戦争が始まると、オーストリアが組織した義勇軍の一員としてオスマン帝国軍と戦い、この経験が後に活かされる。
墺土戦争終結後はセルビア（故郷近くのトポラ）に戻り、一時は山岳部でハイドゥクと行動を共にした。シュマディヤ地方は森林が多く豚の飼育をはじめ牧畜に適していたが、カラジョルジェもまた家畜の取引を手掛け、豚商人として富を築いた。1800年以降、シュマディヤを含む「ベオグラード・パシャリク」でイェニチェリの専横が目立つようになり、とりわけダヒヤの称号を有する数名が実権を掌握する。1801年に、セルビア人の信望を得ていたムスタファ・パシャ（知事に相当）が殺害され、1804年にはクネズと呼ばれる村落の長が多数虐殺される事件となった。同年、シュマディヤの中心オラシャツにクネズやハイドゥクはじめ多くの農民が集結して反乱が発生し、これまでの従軍経験からカラジョルジェが指導者に推戴された。
蜂起を通じてカラジョルジェは参加した有力者にとっての拠り所となり、自らも有力者の間を調整しながら、オスマン帝国軍と戦い続けた。その一方でナポレオンに対して蜂起への介入を呼びかけたが、これは成功しなかった。また、ロシアから一時的に援助を受けたものの、ナポレオンのロシア戦役によってこれも中断された。ロシアがオスマン帝国に反乱を起こしたセルビア人兵士の引き渡しに同意したことを切っ掛けとして蜂起の指導的な立場を退き、ハプスブルク帝国内に逃亡した。
その後ロシアのベッサラビアに亡命し、ギリシアの独立を求める秘密組織フィリキ・エテリアと接触するなど、国外から独立闘争を指揮。1817年には、ミロシュ・オブレノヴイッチ（後のセルビア公・ミロシュ1世）から共同行動を持ちかけられセルビアに戻った。しかしその際に、ミロシュの刺客により暗殺された。遺体は、自宅のあったトポラに埋葬された。

## カラジョルジェヴィチ家

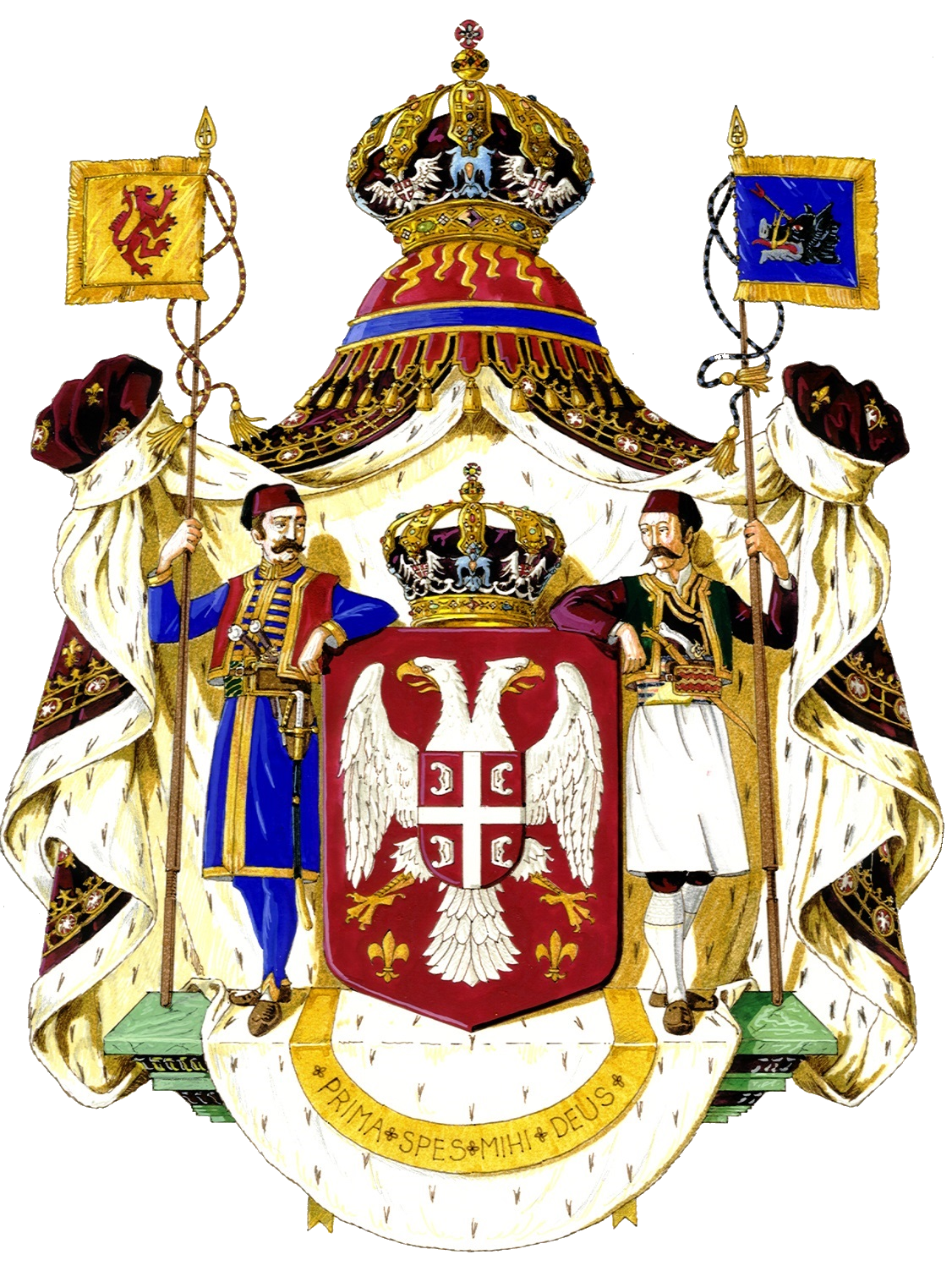
カラジョルジェヴィチ家の紋章

カラジョルジェがカラジョルジェヴィチ家の祖である。アレクサンダル・カラジョルジェヴィチ（セルビア公）は息子である。彼の子孫はその後、セルビア王国、ユーゴスラビア王国の国王を輩出し、1945年のユーゴスラビア社会主義連邦共和国成立に至るまで国内の名門であり続けた。